# Grafton Street (chanson)
Pour les articles homonymes, voir Grafton Street (homonymie).
Singles de Dido
Don't Believe in Love Everything To Lose
Pistes de Safe Trip Home
Never Want To Say It's Love It Comes & It Goes
Grafton Street est une chanson de l'album de Dido Safe Trip Home. Elle a été dévoilée la première fois sur internet le 1er octobre 2008. Annoncée comme un titre phare du nouvel album, la chanson est disponible en téléchargement légal en France sur le net depuis le 1er octobre 2008 en parallèle avec le premier single Don't Believe In Love. Cette chanson a été écrite pour son défunt père, William Armstrong décédé en décembre 2006 d'une longue maladie.